# Uroš Lazić
Uroš Lazić (srbská azbuka : Урош Лазић , 15. března 2003) je srbský fotbalista, který hraje jako pravý obránce za srbský tým FK Crvena zvezda.
Již od mládežnických kategorií působí v srbském velkoklubu FK Crvena zvezda. Odtud je pravidelně posílán na hostování do jiných klubů. Během první půlky roku 2024 byl na hostování v SK Dynamo České Budějovice.